# John Hunter (senator)
John Hunter (ur. 1732 lub 1760, zm. 1802) – amerykański polityk i plantator.
W latach 1793–1795 podczas trzeciej kadencji Kongresu Stanów Zjednoczonych reprezentował stan Karolina Południowa w Izbie Reprezentantów Stanów Zjednoczonych.
W latach 1796–1798 z ramienia Partii Demokratyczno Republikańskiej jako przedstawiciel stanu Karolina Południowa zasiadał w Senacie Stanów Zjednoczonych.